# Sant Joan de Peu de Port
Sant Joan de Peu de Port (en basc Donibane Garazi; en occità Sent Joan Pè de Port; en francès i oficialment Saint-Jean-Pied-de-Port), és la capital de la Baixa Navarra, un dels set territoris que formen Euskal Herria, al departament dels Pirineus Atlàntics i a la regió de la Nova Aquitània. Tenia 1.513 habitants el 2006.
Hi passa la Via Podiensis del camí de Sant Jaume.

## Demografia
| Evolució de la població |       |       |       |       |       |       |       |       |
| 1793                    | 1800  | 1806  | 1821  | 1831  | 1836  | 1841  | 1846  | 1851  |
| 1 121                   | 1 286 | 1 421 | 1 632 | 1 771 | 1 979 | 2 332 | 2 085 | 1 979 |

| 1856  | 1861  | 1866  | 1872  | 1876  | 1881  | 1886  | 1891  | 1896  |
| ----- | ----- | ----- | ----- | ----- | ----- | ----- | ----- | ----- |
| 1 752 | 1 939 | 1 959 | 1 972 | 1 641 | 1 556 | 1 545 | 1 546 | 1 600 |

| 1901  | 1906  | 1911  | 1921  | 1926  | 1931  | 1936  | 1946  | 1954  |
| ----- | ----- | ----- | ----- | ----- | ----- | ----- | ----- | ----- |
| 1 682 | 1 638 | 1 566 | 1 404 | 1 517 | 1 591 | 1 541 | 1 541 | 1 537 |

| 1962  | 1968  | 1975  | 1982  | 1990  | 1999  | 2006 | 2011 | 2016 |
| ----- | ----- | ----- | ----- | ----- | ----- | ---- | ---- | ---- |
| 1 612 | 1 686 | 1 729 | 1 563 | 1 432 | 1 417 | -    | -    | -    |

| 2019 | - | - | - | - | - | - | - | - |
| ---- | - | - | - | - | - | - | - | - |
| -    | - | - | - | - | - | - | - | - |

## Administració
| Període   | Identitat       | Partit |
| --------- | --------------- | ------ |
| 1995-2001 | Charles Cabrol  |        |
| 2001-     | Alphonse Idiart |        |

## Agermanaments
- Estella